# 南砺市立福光南部小学校
南砺市立福光南部小学校（なんとしりつ ふくみつなんぶしょうがっこう）は富山県南砺市にある公立小学校。

## 沿革
- 1970年9月1日 - 福光町立東太美山小学校、太美山小学校、西太美小学校、広瀬館小学校を統合し、福光南部小学校を名目統合（旧小学校は教場となる）[2]。
- 1971年10月1日 - 福光南部小学校の開校式（同時に各教場は廃校）[3][4]。
- 1972年3月25日 - 小院瀬見分校の閉校式[3]。
- 2004年11月：市町村合併に伴い、南砺市立福光南部小学校と改称。

## 進学先
- 南砺市立福光中学校
- 南砺市立吉江中学校

## 通学区域
- 祖谷
- 小坂
- 舘
- 才川七
- 小院瀬見
- 小二又
- 広谷
- 糸谷新
- 香城寺
- 太美
- 吉見
- 綱掛
- 立野脇
- 嫁兼
- 土生
- 土生新
- 殿
- 大西
- 樋瀬戸
- 七曲[5]